# Список мозаїк Вінниці

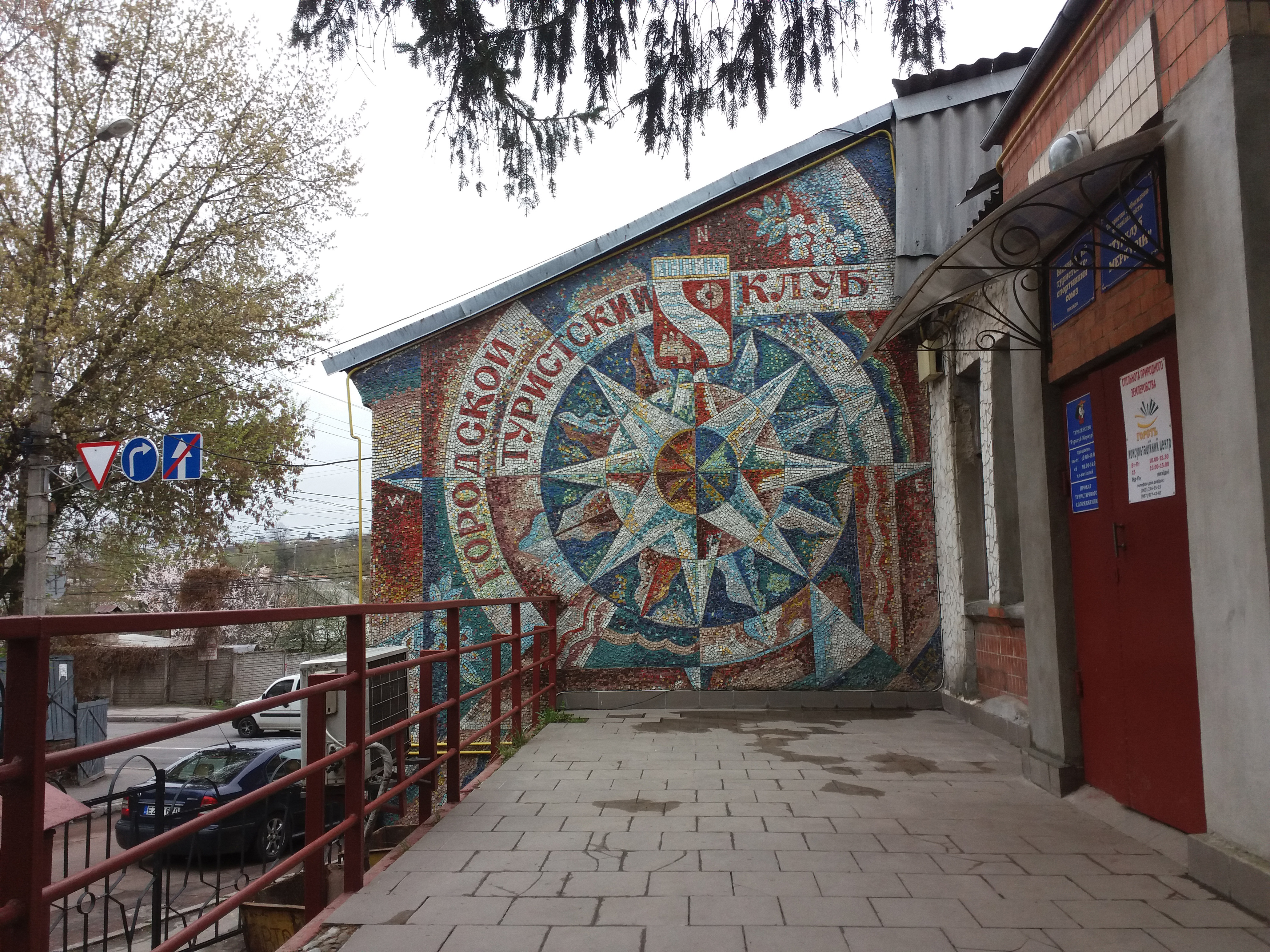
Мозаїка «Міський туристичний клуб»

Мозаїки Вінниці — зразки монументального мистецтва (мозаїк) ХХ сторіччя, розташовані у Вінниці. Вони є складовою архітектурної та культурної спадщини міста, їх створювали як елементи громадських і житлових будівель, закладів освіти, культури та інфраструктури.
Мистецький проєкт «Мозаїки Вінниці», започаткований Центром історії Вінниці у 2020 році, став першим комплексним дослідженням, спрямованим на виявлення, опис та популяризацію цього виду монументального мистецтва. Мозаїчні панно репрезентують різні художні стилі, відображають ідеї та образи свого часу, зокрема теми праці, науки, культури й суспільного життя.
У список включено значимі мозаїки Вінниці, згадані в дослідженнях Центру історії Вінниці, публікаціях ЗМІ, офіційних повідомленнях та інших надійних джерелах. Перелік містить інформацію про назву, авторів, дату створення, місце розташування й тематику робіт.

## Перелік
| Назва                                                                | Автор(и)                                           | Рік         | Адреса                      | Опис | Джерела                 |
| -------------------------------------------------------------------- | -------------------------------------------------- | ----------- | --------------------------- | --- | ----------------------- |
| «Науково-технічний прогрес»                                          | Солдатов Г.                                        | 1980        | вулиця Стрілецька           | У центрі мозаїки зображено трьох учених на тлі сонця. Навколо: супутники, космічні кораблі, планети, радіотелескопи та радіовежі. Колористика: сірий, блакитний, коричневий з акцентами чорного та білого. | [ 1 ] [ 2 ] [ 3 ] [ 4 ] |
| «Орнаментальний мотив»                                               | Байбеков В, Солдатов Г.                            | 1980        | вулиця Замостянська         | У центрі композиції використано символ «дерево життя». Знизу вгору розміщено орнамент у вигляді килимової доріжки з відтінками синього, зеленими мармуровими прожилками та квітковими елементами. | [ 1 ] [ 2 ] [ 4 ]       |
| «Слава праці!»                                                       | Кочерган С., Олійник Д., Ямковенко В.              | 1981        | вулиця Максима Шимка        | Зображені актор, науковець, будівельник та селянин на фоні відповідного професійного середовища (театр, лабораторія, виробництво, сільське господарство). У центрі композиції розташовано герб Вінниці 1969 року із символами промисловості, сільського господарства та історичної спадщини міста. Колористика поєднує червоний, синій, білий та чорний кольори. | [ 1 ]                   |
| «Космонавти», «Планеристи», «Весна», «Ранок»                         | Ординський В.                                      | 1980        | вулиця Чехова               | 1) У центрі композиції фігура хлопчика-космонавта. Зображені повітряна куля, супутник ПС-1, ракета-носій «Схід», літак С-6, а також елементи природного середовища — небо, сонце, вода та ліс. Колористика: зелений, коричневий, синій з акцентами білого та жовтого. 2) Два образні плани: перший – діти, які займаються планерним спортом; другий – різноманітні літальні апарати в небі. 3) Діти та природа навесні, дерево, квіти, птахи, метелики, зелень. 4) Група дітей утворює коло серед метеликів на фоні килимового візерунка із зірками, квітами та хвилями. Палітра побудована на контрастних кольорах. | [ 1 ] [ 2 ]             |
| «Казковий світ»                                                      | невідомо                                           | 1970-ті     | вулиця Грушевського         | На першому панно зображені персонажі дитячої літератури: Карлсон , Незнайко та Знайко, Буратіно. Друге панно відтворює образи Чебурашки, крокодила Гени та Шапокляк, а також Вінні-Пуха і П’ятачка. Колористика: теракотово-червоній, синій і жовтій на сіро-білому тлі. | [ 1 ] [ 5 ]             |
| «Роза вітрів»                                                        | Солдатов Г                                         | 1986        | вулиця Григорія Сковороди   | 16-променева діаграма, яка позначає сторони горизонту та характеризує режим вітру (роза вітрів). По діаметру розміщено напис «Міський туристичний клуб» російською. У верхній частині — герб Вінниці 1969 року. У кутах мозаїки розташовані декоративні квіти. Колористика: білий, червоний, синій і чорний. | [ 1 ] [ 2 ] [ 4 ] [ 6 ] |
| «Чарівний світ»                                                      | Гонтарь П., Одринський В.                          | 1987        | вулиця Родіона Скалецького  | Зображені казкові та фантастичніперсонажі, тварини, рослини та предмети, які плавно переходять один в одного. Композиція поділена горизонтальними та вертикальними лініями на окремі сюжетні блоки. Колористика: синій, червоний, жовтий з білими акцентами. | [ 1 ] [ 2 ] [ 7 ]       |
| «Молодість»                                                          | Солдатов Г.                                        | 1983        | вулиця Родіона Скалецького  | Мозаїка складається з трьох тематичних блоків. У центрі зображені робітники, праворуч — представники правоохоронних органів, ліворуч — учені. | [ 1 ] [ 2 ]             |
| «Земля»                                                              | Пастух Л.                                          | 1982        | вулиця Родіона Скалецького  | Композиція орнаментальна, з центральним образом матері-берегині. Акцент зроблено на мотиві природи, плавних ритмах і ліричному звучанні. Мозаїка виконана у зелених і блакитних тонах. | [ 1 ] [ 2 ]             |
| «Танцювальний майданчик»                                             | невідомо                                           | 1980-ті     | вулиця Родіона Скалецького  | Геометричні абстрактні форми. | [ 1 ]                   |
| «Олімпійський вогонь»                                                | невідомо                                           | 1980-ті     | вулиця Родіона Скалецького  | Олімпійський факел та олімпійські кільця на фоні бежевих хвиль. | [ 1 ]                   |
| «Весняне місто», «Море кличе»                                        | Кочерган С., Олійник Д.                            | 1988        | вулиця Родіона Скалецького  | 1) Центральними є фігури молодих людей. Композиція доповнена панорамою Вінниці з архітектурними пам’ятками: залізничним вокзалом, водонапірною вежею, театром імені Миколи Садовського, будівлею облради тощо. Колористика побудована на переході від холодних відтінків до теплих червоно-жовтогарячих, важливими мотивами є квіти та хвилеподібна веселка. 2) Морський пейзаж: вітрильники на хвилях, чайки у небі, пірс на передньому плані. Колористика побудована на блакитно-зелених відтінках із жовтими та білими акцентами.                                                                                 | [ 1 ]                   |
| «Праця»                                                              | Солдатов Г.                                        | 1986        | Хмельницьке шосе            | Образи робітників і селян. Символи професій: соняшник над головою колгоспниці, вогонь у руках металурга. Композиція виконана в насичених помаранчевих, жовтих і білих тонах. | [ 1 ] [ 2 ] [ 8 ]       |
| «Наука»                                                              | Ямковенко В.                                       | 1986        | Хмельницьке шосе            | Центр композиції займає група молодих науковців. Індивідуальні портретні риси підкреслюють значення особистості. | [ 1 ] [ 2 ] [ 9 ]       |
| «Електронно-обчислювальні машини (ЕОМ) та навчальний процес»         | Ямковенко В., Олійник Д.                           | 1991        | Хмельницьке шосе            | Цифрові засоби системотехніки, магнітоплівкове ОЗП, мікросхеми, транзистори, дисплеї. | [ 1 ] [ 2 ] [ 10 ]      |
| «Щедрість осені»                                                     | Янголь О.                                          | 1986        | Хмельницьке шосе            | Фрукти та овочі, які достигають восени. | [ 1 ] [ 2 ] [ 11 ]      |
| «Будівельники» (інша назва — «Наука і космос»)                       | Олійник Д., Мельник Г., Яблонський А., Кочерган С. | 1991        | Хмельницьке шосе            | Професії архітектора, виконроба, інженера, каменяра. Сюжетні групи показують будівельників, молодих інженерів і архітекторів. Яскраві кольори — червоний, синій, золотаво-коричневий. | [ 1 ] [ 2 ] [ 12 ]      |
| «Наука і космос»                                                     | Олійник Д., Мельник Г., Яблонський А., Кочерган С. | 1990        | Хмельницьке шосе            | Поєднує сюжети праці, науки й космосу за допомогою символіко-орнаментальних вставок та розмежувальних площин. Вертикально розташовані постаті науковців. Колористика побудована на поєднанні помаранчевого й червоного з контрастними яскраво-зеленим та синім. | [ 1 ] [ 2 ] [ 12 ]      |
| «Фонтан»                                                             | невідомо                                           | невідомо    | Хмельницьке шосе            | Кольорове покриття зі смальти. | [ 1 ] [ 2 ] [ 13 ]      |
| «Ми — за мир»                                                        | Ямковенко В.                                       | 1986        | проспект Юності             | У центрі композиції зображено юнака та дівчину, які взаємодіють із сонцем, зірками, книгою та лісовими насадженнями. | [ 1 ] [ 2 ]             |
| «Знання»                                                             | Одринський В., Гончар В., Сущук Б., Байбеков В.    | 1980        | вулиця Келецька             | Композиція складається з центральної групи молодих людей на фоні розгорнутої книги. Від центру відходять діагональні лінії, що символізують сонячні промені. Ліва частина композиції відображає науки точного циклу (математика, обчислювальна техніка, фізкультура, хімія, фізика), права — гуманітарні та природничі дисципліни (література, естетика, природознавство, суспільствознавство, історія). | [ 1 ] [ 2 ]             |
| «Щасливе дитинство», «Весна»                                         | Одринський В., Солдатов Г.                         | 1980-ті     | вулиця Київська             | 1) Окремі сюжетів, що відтворюють дитячий відпочинок і ігри. Колористика: зелений, вохристий, жовтий із білими контурами, які окреслюють фігури дітей та фрагменти пейзажу. 2) Вертикальна мозаїка, де окремі образи об'єднані хвилеподібними лініями та стилізованим рослинним орнаментом. Верхня частина зображує птахів, нижня — дітей, що біжать назустріч сонцю. Колористика: синій, зелений, жовтий і білий. Обидві втрачені через утеплення фасаду будівлі. | [ 1 ]                   |
| «Будь достоин эпохи, ровесник!» (укр. Будь гідним епохи, ровеснику!) | Гладков С.                                         | 1978        | вулиця Миколи Оводова       | Композиційно мозаїка розділена на дві частини, центром яких є вічний вогонь. Ліворуч атрибутика піонерського та комсомольського рухів: червоне знамено, горн, барабан з барабанними паличками, членський значок ВЛКСМ. Праворуч — військова атрибутика, яка символічно перегукується із меморіалом слави. Декомунізована. | [ 1 ] [ 2 ]             |
| «Розвиток»                                                           | Байбеков В.                                        | 1984        | вулиця Київська             | Динамічно зображує електронно-обчислювальні машини, магнітну стрічку та циліндричні труби. Колористика: відтінки зеленого, червоного та жовтого. Мозаїка знищена. | [ 1 ] [ 2 ]             |
| «Дружба народів»                                                     | невідомо                                           | невідомо    | вулиця Костянтина Василенка | Представники різних народів, написи «мир» різними мовами. Знищена. | [ 1 ]                   |
| «Золота рибка», «Дитинство», «Коник-стрибунець»                      | невідомо                                           | невідомо    | вулиця Максима Шимка        | Казкові та побутові сцени. | [ 1 ]                   |
| «Гостинність»                                                        | невідомо                                           | невідомо    | проспект Юності             | Квіти, птахи, жінка у вишиванці з хлібом на рушнику. | [ 1 ]                   |
| «Пам’ятник радянським льотчикам»                                     | невідомо                                           | 1960-ті (?) | вулиця Гетьмана Мазепи      | Льотчик, напис «Слава радянським авіаторам» російською, зірка Героя СРСР. Виконана у темно-зелених, синіх та блакитних тонах, що відповідають кольорам радянської військової авіації. Декомунізована. | [ 1 ]                   |